# Urcy
Urcy és un municipi francès, situat al departament de la Costa d'Or i a la regió de Borgonya - Franc Comtat. L'any 2007 tenia 136 habitants.

## Demografia

### Població
El 2007 la població de fet d'Urcy era de 136 persones. Hi havia 52 famílies, de les quals 13 eren unipersonals (4 homes vivint sols i 9 dones vivint soles), 13 parelles sense fills i 26 parelles amb fills.
La població ha evolucionat segons el següent gràfic:
Habitants censats

### Habitatges
El 2007 hi havia 68 habitatges, 51 eren l'habitatge principal de la família, 12 eren segones residències i 5 estaven desocupats. 65 eren cases i 2 eren apartaments. Dels 51 habitatges principals, 46 estaven ocupats pels seus propietaris, 1 estava llogat i ocupat pels llogaters i 4 estaven cedits a títol gratuït; 2 tenien dues cambres, 4 en tenien tres, 13 en tenien quatre i 32 en tenien cinc o més. 40 habitatges disposaven pel capbaix d'una plaça de pàrquing. A 16 habitatges hi havia un automòbil i a 33 n'hi havia dos o més.

### Piràmide de població
La piràmide de població per edats i sexe el 2009 era:
| Homes | Edats   | Dones |
| ----- | ------- | ----- |
| 0     | 95 o +  | 0     |
| 0     | 90 a 94 | 4     |
| 0     | 85 a 89 | 4     |
| 0     | 80 a 84 | 0     |
| 0     | 75 a 79 | 0     |
| 0     | 70 a 74 | 0     |
| 4     | 65 a 69 | 4     |
| 4     | 60 a 64 | 0     |
| 4     | 55 a 59 | 4     |
| 0     | 50 a 54 | 4     |
| 4     | 45 a 49 | 4     |
| 0     | 40 a 44 | 0     |
| 8     | 35 a 39 | 4     |
| 8     | 30 a 34 | 8     |
| 0     | 25 a 29 | 4     |
| 0     | 20 a 24 | 0     |
| 4     | 15 a 19 | 0     |
| 0     | 10 a 14 | 0     |
| 12    | 5 a 9   | 4     |
| 0     | 0 a 4   | 0     |

## Economia
El 2007 la població en edat de treballar era de 89 persones, 74 eren actives i 15 eren inactives. De les 74 persones actives 69 estaven ocupades (32 homes i 37 dones) i 5 estaven aturades (3 homes i 2 dones). De les 15 persones inactives 7 estaven jubilades, 5 estaven estudiant i 3 estaven classificades com a «altres inactius».
Activitats econòmiques
Dels 5 establiments que hi havia el 2007, 1 era d'una empresa de construcció, 3 d'empreses de serveis i 1 d'una empresa classificada com a «altres activitats de serveis».
L'únic servei als particulars que hi havia el 2009 era un guixaire pintor.
L'any 2000 a Urcy hi havia 5 explotacions agrícoles.

## Poblacions més properes
El següent diagrama mostra les poblacions més properes.